# Crăciunul lui Poirot
Crăciunul lui Poirot este un roman polițist scris de către scriitoarea britanică Agatha Christie. Face parte din seria Hercule Poirot.